# Prismognathus
Prismognathus es un género de escarabajos de la familia Lucanidae. En 1860 Motschulsky describió el género. Esta es la lista de especies que lo componen:
- Prismognathus alessandrae Bartolozzi, 2003
- Prismognathus angularis Waterhouse, 1874 
  - Prismognathus angularis angularis
- Prismognathus arcuatus (Houlbert, 1915)
- Prismognathus brancziki Nonfried, 1905
- Prismognathus bretschneideri Schenk, 2008
- Prismognathus castaneus (Didier, 1926)
- Prismognathus cheni Bomans & Ratti, 1973
- Prismognathus dauricus (Motschulsky, 1860)
- Prismognathus davidis Deyrolle, 1878 
  - Prismognathus davidis davidis
- Prismognathus delislei Endrödi, 1971
- Prismognathus formosanus Nagel, 1928
- Prismognathus haojiani Huang & Chen, 2012
- Prismognathus kanghianus (Didier & Seguy, 1953)
- Prismognathus katsurai Ikeda, 1997
- Prismognathus klapperichi Bomans, 1989
- Prismognathus kucerai Baba, 2004
- Prismognathus kurosawai Fujita & Ichikawa, 1986
- Prismognathus lucidus Boileau, 1904
- Prismognathus mekolaorum Okuda & Maeda, 2015
- Prismognathus miyashitai
- Prismognathus morimotoi Kurosawa, 1975
- Prismognathus nigerrimus Sakaino & Yu, 1993
- Prismognathus nigricolor Boucher, 1996
- Prismognathus nosei
- Prismognathus parvus
- Prismognathus piluensis Sakaio, 1982
- Prismognathus platycephalus (Hope, 1842)
- Prismognathus prossi Bartolozzi, 2006
- Prismognathus rattakiti
- Prismognathus ruficephalus Lacroix, 1978
- Prismognathus shani Huang & Chen, 2012
- Prismognathus sikkitorum
- Prismognathus sinensis Bomans, 1989
- Prismognathus siniaevi Ikeda, 1997
- Prismognathus subnitens (Parry, 1862)
- Prismognathus sukkitorum Nagai, 2005
- Prismognathus tokui Kurosawa, 1975
- Prismognathus triapicalis (Houlbert, 1915)
- Prismognathus yukinobui
- Prismognathus zhangi Huang & Chen, 2013